# Given to Fly
«Given to Fly» es una canción de la banda Pearl Jam, lanzada como sencillo el 6 de enero de 1998.
Pertenece al disco Yield, el quinto disco de estudio realizado por Pearl Jam y Brendan O'Brien, la letra fue escrita por su vocalista Eddie Vedder y el guitarrista Mike McCready. "Given to Fly" alcanzó el número 3 en la lista Modern Rock Tracks de Billboard y permanecería seis semanas en el número 1 de la lista Mainstream Rock Tracks. Además fue certificado con el disco de oro en Australia.
La interpretación en directo fue incluida en el disco Live On Two Legs de 1998, mientras que la versión original en el disco doble de grandes éxitos Rearviewmirror en 2004.

## Posicionamiento en listas

### Listas semanales
| Año  | Lista                                        | Posición |
| ---- | -------------------------------------------- | -------- |
| 1998 | Lista oficial de sencillos en Alemania       | 67       |
| 1998 | Lista oficial de sencillos en Australia      | 13       |
| 1998 | Lista oficial de sencillos en Canadá         | 2        |
| 1998 | Lista oficial de sencillos en Finlandia      | 5        |
| 1998 | Lista oficial de sencillos en Irlanda        | 18       |
| 1998 | Lista oficial de sencillos en Italia         | 8        |
| 1998 | Lista oficial de sencillos en Noruega        | 6        |
| 1998 | Lista oficial de sencillos en Nueva Zelanda  | 12       |
| 1998 | Lista oficial de sencillos en el Reino Unido | 12       |
| 1998 | The Billboard Hot 100 (Estados Unidos)       | 21       |
| 1998 | Mainstream Rock Tracks (Estados Unidos)      | 1        |
| 1998 | Modern Rock Tracks (Estados Unidos)          | 3        |